# Sabella wireni
Sabella wireni är en ringmaskart som beskrevs av Karl Erik Johansson 1922. Sabella wireni ingår i släktet Sabella och familjen Sabellidae. Inga underarter finns listade i Catalogue of Life.